# Rivière Neilson (bras du Nord)
Pour les articles homonymes, voir Neilson.
La rivière Neilson est un affluent du Bras du Nord, coulant dans le territoire de la municipalité de Saint-Raymond, dans la MRC de Portneuf, dans la région administrative de la Capitale-Nationale, dans la province de Québec, Canada.
La rivière Neilson est surtout desservie par le chemin du rang Saguenay qui passe sur la rive est de la rivière.
Les principales activités économiques du secteur sont la foresterie et les activités récréotouristiques.
La surface du Bras du Nord (sauf les zones de rapides) est généralement gelée de début décembre à fin mars, mais la circulation sécuritaire sur la glace se fait généralement de fin décembre à début mars.

## Géographie
La rivière Neilson coule du nord au sud dans le Canton de Roquemont de Saint-Raymond, en milieu forestier, puis bifurque vers l'ouest. Elle quitte le territoire en se redirigeant à nouveau vers le sud, pour aller se jeter dans le Bras du Nord dans le Rang V du Canton de Roquemont, à la confluence de la rivière Sainte-Anne Ouest.
À partir de l'embouchure du lac Clémenceau, le cours de la rivière Neilson descend sur 62,1 km, avec une dénivellation de 528 m, selon les segments suivants :
Cours supérieur de la rivière Neilson (segment de 25 km)
- 1,2 km vers l'ouest, en formant une courbe vers le nord, jusqu'à un coude de rivière ;
- 8,3 km vers le sud, en recueillant la décharge (venant du nord-ouest) du lac Saint-Onge, en recueillant la décharge (venant du nord-est) de Étang Ponctué, puis en bifurquant vers le sud-ouest, jusqu'à la décharge (venant du nord) de trois lacs (Nancy, Premier lac des Clavaires et Deuxième lac des Clavaires) ;
- 7,2 km vers le sud, en recueillant la décharge (venant de l'est) du lac Josselin, en recueillant la décharge (venant de l'ouest) du Lac du Cresson et la décharge (venant du nord-ouest) de Étang aux Algues, jusqu'à la décharge (venant de l'est) d'un ensemble de lacs dont Perronet, Richard et Pomone ;
- 1,4 km vers l'ouest, jusqu'à un coude de rivière ;
- 1,4 km vers le sud, jusqu'à la décharge (venant du sud) du lac Bleury ;
- 5,5 km vers l'ouest en formant un crochet vers le nord, jusqu'à la décharge d'un ensemble de lacs dont du Brocard, Faubert et Cargré ;

Cours intermédiaire de la rivière Neilson (segment de 18,3 km)
- 4,1 km vers le sud en devenant de plus en plus encaissée, jusqu'à un coude de rivière correspondant à la décharge du lac Durouzeau ;
- 1,8 km vers le sud-ouest, en recueillant la décharge (venant du nod) du Lac D'Aleyrac, jusqu'à la décharge (venant du nord-ouest) d'un ensemble de lacs dont Grésin, Rosoy, Charlotte, Nikik, Perronne et de la Carie ;
- 3,2 km vers le sud notamment en traversant le lac Miraude (longueur : 0,7 km ; altitude : 481 m) sur 0,7 km, jusqu'à la rive nord du lac Hélène ;
- 6,5 km vers le sud en traversant le lac Hélène (altitude : 476 m) sur sa pleine longueur, jusqu'au ruisseau Leclerc (venant du nord-est) ;
- 2,7 km vers le sud-est notamment en traversant le lac Neilson (longueur : 2,1 km ; altitude : 473 m) sur sa pleine longueur, jusqu'à son embouchure ;

Cours inférieur de la rivière Neilson (en aval du lac Neilson) (segment de 18,8 km)
- 1,8 km vers le sud, jusqu'à un coude de rivière correspondant à la décharge (venant du sud) du ruisseau Gagnon ;
- 5,5 km d'abord vers l'ouest, puis vers le sud-ouest, dans une vallée encaissée, jusqu'à la décharge (venant du nord) du Lac Picard ;
- 8,5 km vers le sud dans une vallée bien encaissée en passant au pied du Cap des Sept Côtes dont le sommet culmine à 685 m (du côté ouest de la rivière), jusqu'à un ruisseau (venant du nord-est) ;
- 3,0 km vers le sud dans une vallée bien encaissée, formant une courbe vers l'ouest pour contourner une montagne dont le sommet atteint 642 m, jusqu'à son embouchure[1].

À partir de cette confluence, le courant descend le cours du Bras du Nord sur 35,6 km vers le sud, puis le cours de la rivière Sainte-Anne sur 76 km généralement vers le sud-ouest, jusqu'à la rive nord-ouest du fleuve Saint-Laurent.

## Toponymie
Le toponyme zec Batiscan-Neilson tire son origine de la rivière Neilson qui coule dans le canton de Neilson à l'extrémité nord du territoire de la Zec.
À une cinquantaine de kilomètres au nord-ouest de Québec, le canton Neilson a une forme irrégulière. Traversé par la rivière Neilson, ce canton inclut notamment les lacs Aaron et Picard. Ce canton se situe dans le prolongement de la seigneurie Saint-Gabriel et du fief Hubert.
Adoptée vers 1916, l'appellation Neilson pour le canton rend hommage à John Neilson (1776-1848). Par son œuvre de vie publique, il a contribué grandement à la mise en valeur de la région dès le début du XIXe siècle. Originaire d'Écosse, il est venu vivre chez son frère Samuel qui s'était porté acquéreur de la Gazette de Québec. Dès 1793, John hérita du journal et de l'imprimerie. En atteignant sa majorité en 1796, il est devenu rédacteur-propriétaire de cet hebdomadaire. Vers 1816, Neilson contribua à recruter des colons européens, surtout des Irlandais, et les encouragea à s'établir à l'intérieur des seigneuries voisines du canton, dans une zone qui plus tard deviendra Saint-Gabriel-de-Valcartier. John Neilson a été élu plusieurs fois député du comté de Québec. Il a complété son dernier mandat de député de 1842 à 1844 dans le parlement du Canada-Uni.
Le toponyme rivière Neilson a été inscrit le 5 décembre 1968 à la Banque des noms de lieux de la Commission de toponymie du Québec.